# Mainbernheimer Stadtbefestigung

Die Mauerpartie entlang der Bundesstraße 8

Die ehemalige Mainbernheimer Stadtbefestigung umgibt die Altstadt des unterfränkischen Mainbernheim als Ringmauer mit Toren, Türmen und Grabenresten. Bis heute haben sich weite Teile der Anlage erhalten, die noch aus der Zeit der Stadterhebung aus dem Beginn des 15. Jahrhunderts stammt.

## Geschichte

### Stadtgründung und Befestigungsbau
Die Geschichte der Mainbernheimer Stadtbefestigung ist eng mit der Reichspolitik der Kaiser aus dem Haus Luxemburg verbunden, die das Dorf 1367 erwarben. Bereits seit dem Jahr 1172 besaß Bernheim als Reichsdorf eine besondere Stellung unter den Orten des Hochstifts Würzburg. Mit dem Übergang an die Krone Böhmens erhielten die Bewohner das Recht, eine Pfahlhecke und einen Wassergraben anzulegen. Ausschlaggebend für diesen Aufstieg war die Lage Mainbernheims an der Strecke zwischen Böhmen und Luxemburg. Erstmals als Stadt genannt wurde der Ort dann am 18. Januar 1367 in einer Urkunde König Wenzels von Böhmen.

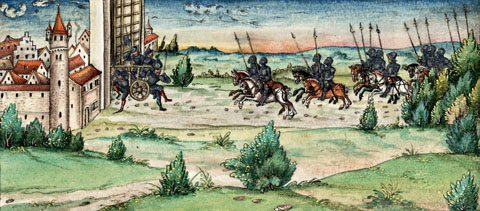
Der Angriff von 1494 und die Stadtbefestigung von Mainbernheim wurden in der Bischofschronik des Lorenz Fries auch bildlich dargestellt

Eine Stadtbefestigung aus Ringmauer, Toren und Gräben wurde erstmals in einer weiteren Urkunde Wenzels genannt. Am 8. August 1382 erhielt Mainbernheim von ihrem Herrscher das Markt- und das Stadtrecht offiziell verliehen. Außerdem sollten die Bewohner die Stadt „mit graben vnd anderley notlichen sachen“ ausstatten. Wichtige Grundlage für den Ausbau der Befestigung war das Marktrecht. Durch die regelmäßige Abhaltung von Märkten gelang es den Bewohnern die wartungsintensive Stadtmauer überhaupt zu unterhalten. Die Baulast trug, wie bei vielen anderen fränkischen Städten, die örtliche Bevölkerung und nicht der Stadtherr.
Nach der Erteilung des Rechtes, eine Befestigung zu errichten, dauerte es allerdings noch einige Jahrzehnte, bis der Bau auch wirklich in Angriff genommen wurde. Robert Neußner vermutet, dass die heutige Ringmauer auf Vorgänger aus der ersten Hälfte des 15. Jahrhunderts zurückgeht. Die Stadtbevölkerung beteiligte sich in Form von Hand- und Spanndiensten an der Aufrichtung der Mauern. Nachweislich wurde noch im Jahr 1425 an den Mauern gebaut. Im Jahr 1492 wurde das steinerne Untergeschoss des Unteren Tores fertiggestellt.
Im Angriffsfall war die Stadtbevölkerung zur Verteidigung verpflichtet. Hierzu lagerten im Pulverturm auf der Nordseite der Mauer Gewehre und Hakenbüchsen, die an die Stadtbewohner verteilt wurden. Daneben stellte die Stadt außerdem einen hauptamtlichen Türmer an, der im Oberen Tor wohnte. Die Mainbernheimer Stadtbefestigung hatte aber, neben der realen, militärischen Funktion auch einen großen symbolischen Nutzen. Sie diente potentiellen Feinden als Abschreckung und bildete zugleich das sinnfälligste Stadtmerkmal Mainbernheims. Am 7. Dezember 1494 wurde die neue Stadtbefestigung von den Truppen des Anton von Bibra und des Neidhard von Thüngen allerdings überwunden, die daraufhin sechs Jahre lang über die Stadt herrschten.

### Niedergang und Tourismus
Die Mauer verlor spätestens im Dreißigjährigen Krieg ihre Verteidigungsfunktion. Den modernen Geschützen der kaiserlichen Soldaten konnten die Anlagen Mainbernheims nichts entgegensetzen. Nichtsdestotrotz war die Stadt während der kriegerischen Auseinandersetzungen ein Fluchtziel für verschiedene Bevölkerungsgruppen aus der Umgebung, die ganz ohne solche Sicherungsanlagen auskommen mussten. Deshalb wuchs die Stadtbevölkerung während des Krieges auch zunächst. Dennoch büßten die Sicherungsanlagen im Laufe des 17. Jahrhunderts an Bedeutung ein.
Während der Belagerung von 1690, als die Stadt versuchte, die althergebrachte Reichsfreiheit wieder herzustellen, kam der Angriff der Truppen des Markgrafen von Ansbach allerdings vor der Befestigung zum Stehen. Es kam zur Belagerung. Schließlich sprengten sich die Angreifer einen Weg durch die Befestigung und drangen in die Stadt ein. In der Folge investierte man kaum noch in die Anlagen. Lediglich die beiden Tortürme wurden ausgebaut. Beide hatten als Zollstellen auch eine große Bedeutung für Mainbernheims Wirtschaft. Sie waren die „Nadelöhre“, durch die Waren in die Stadt gelangten.
Während in vielen anderen fränkischen Städten im 19. Jahrhundert der Verkehr für den Abbruch insbesondere von Stadttoren sorgte, weil die Enge der Durchfahrten Verkehrsunfälle provozierte, blieben die beiden Toranlagen von Mainbernheim bestehen. Der Stolz der Stadtbevölkerung wird auch auf den in den 1920er Jahren gedruckt Notgeldscheinen deutlich, auf denen der Obere Turm abgebildet ist. Für den Erhalt sorgte auch der Bau einer Umgehungsstraße, die im Jahr 1938 eingeweiht werden konnte. Fortan wurde der Verkehr um Mainbernheim herumgeleitet. Diese Entlastung der Altstadt führte zugleich dazu, dass die Stadtbefestigung der Nordseite mit ihren Turmanlagen zu einem beliebten Fotomotiv für Touristen aufstieg. Lediglich nördlich der evangelischen Pfarrkirche verschwanden Mauerteile und mehrere Türme.
Der wachsende Tourismus im Kitzinger Land war einer der Gründe, warum der Stadtrat in den 1970er Jahren entschied, die Stadtbefestigung umfassend zu renovieren. Eine besondere Rolle bei der Vermarktung der ehemaligen Befestigungsanlagen spielen heute die Grabengärten, die im 18. Jahrhundert im zugeschütteten Stadtgraben entstanden und an die Bürger verpachtet wurden. Heute sind weite Teile der ehemaligen Stadtbefestigungsanlagen vom Bayerischen Landesamt für Denkmalpflege als Baudenkmal eingeordnet, untertägige Überreste von Vorgängerbauten werden als Bodendenkmal vermerkt. Die Befestigung bildet ein bedeutendes Element des Ensembles Altstadt Mainbernheim.

## Tore
Als klassische Zweitorestadt konnte Mainbernheim in Mittelalter und Früher Neuzeit lediglich über zwei Wege betreten werden. Die Tore in Richtung Kitzingen bzw. Nürnberg erhielten hier keinen umgangssprachlichen Namen, sondern wurden nach ihrer Lage in Verhältnis zur dahinter verlaufenden Herrnstraße benannt. Lediglich das Obere Tor erhielt eine Alternativbezeichnung. Die Tore hatten Verteidigungsfunktionen, so konnten sie lediglich mit einer Zugbrücke über den davor liegenden Graben erreicht werden und bildeten zugleich die Zollgrenzen der Stadt.

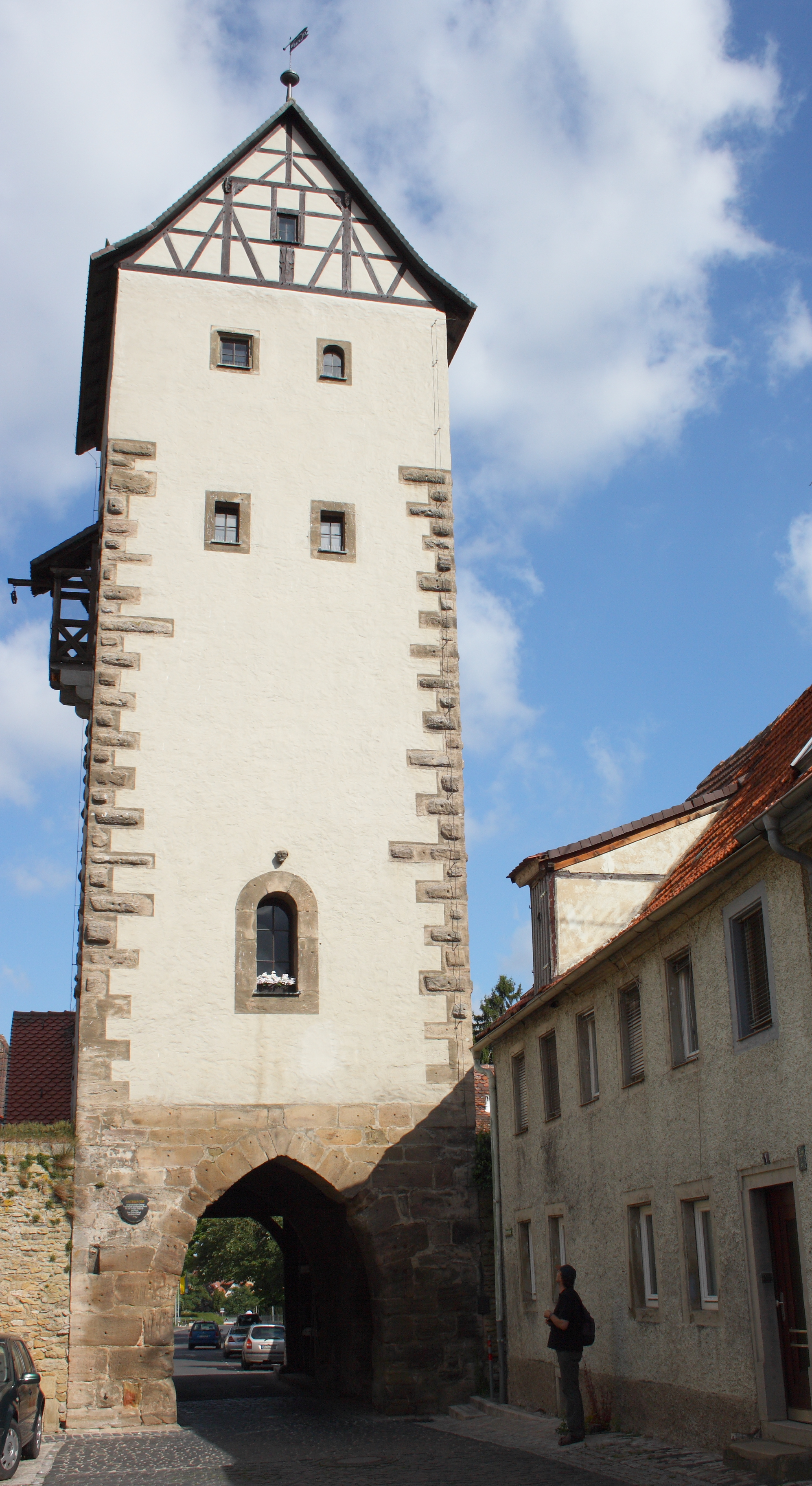
Das Untere Tor von der Stadt aus

### Oberes Tor
Das Obere Tor (auch Weidter Turm) entstand um 1400. Die steinerne Durchfahrt geht wohl noch auf diese Zeit zurück. Nach dem Dreißigjährigen Krieg, in dem Mainbernheim vor größeren Zerstörungen verschont blieb, ließ man den Turm umbauen. In der Folgezeit büßte das Tor seine militärische Bedeutung zunehmend ein. Deshalb zogen im Jahr 1777 mehrere Familien im Turm ein, der zuvor eine weitere Umbauphase erlebt hatte. Im Oberen Tor lebte daneben außerdem noch der Türmer, der die Stadtbevölkerung vor Feuer zu warnen hatte.
Die Anlage präsentiert sich als fünfgeschossiger Rechteckturm. Sein charakteristisches Äußeres erhält der Turm durch das oberste Geschoss. Es wurde über rechteckigen Unterbau als oktogonaler Aufsatz ergänzt. Das Obergeschoss ist im Stil des markgräflichen Barock reich gegliedert und weist Lisenen und Okuli auf. Die Durchlichtung wird über schlichte Rechteckfenster ermöglicht. Über dem obersten Geschoss erhebt sich ein Mansarddach, in dem hölzerne Dachgauben untergebracht wurden. 49° 42′ 32″ N, 10° 13′ 9,2″ O

### Unteres Tor
Das Untere Tor wurde in den Jahren 1408 bis 1414 aufgerichtet. Erstmals urkundlich erwähnt wurde das Untere Tor allerdings erst im Jahr 1492. Damals wurde das gotische Untergeschoss renoviert bzw. erneuert. Die Arbeiten zogen sich bis in das beginnende 16. Jahrhundert hin. Im 17. Jahrhundert stattete man die Anlage mit einer Art Vorwerk aus. Als Teil der aus der Stadtbevölkerung bestehenden Verteidigungsgemeinschaft war jeden Tag ein Bürger dazu verpflichtet, mit Hellebarde, einem Spieß und einem Beil an den Stadttoren Wache zu halten.
Der Torturm präsentiert sich als fünfgeschossiger Steinbau. Er schließt mit einem, für fränkische Stadttürme ungewöhnlichen, Satteldach ab, das giebelständig auf das Gebäude gesetzt wurde. Der sogenannte Vorbau des Unteren Tores geht auf das 17. Jahrhundert zurück und entstand als eine Art Vorwerk auf der stadtabgewandten Seite des Baus. Er vergrößerte die Strecke, die Angreifer überwinden mussten, um bis in das Stadtinnere zu gelangen. Der Vorbau präsentiert sich als zweigeschossiger Fachwerkhaus mit breiter, rechteckiger Durchfahrt. Er schließt mit einem Walmdach ab. 49° 42′ 42″ N, 10° 12′ 58,8″ O

## Türme

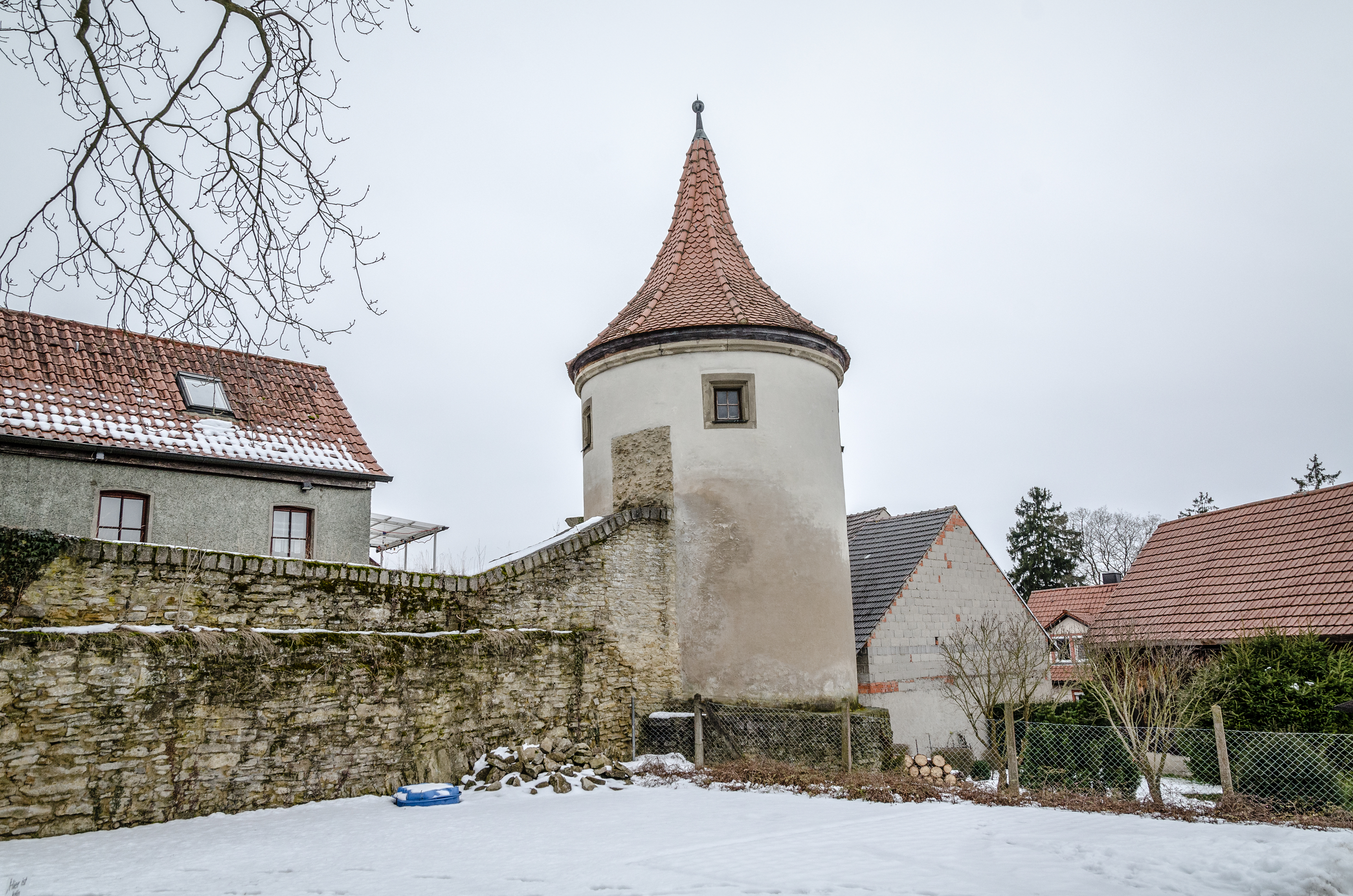
Der Pulverturm im Norden der Befestigung

Die ehemalige Stadtbefestigung von Mainbernheim war mit insgesamt 18 kleineren Türmen ausgestattet, mit deren Bau um 1400 begonnen wurde. Von diesen haben sich die meisten bis heute erhalten. Lediglich zwei im Norden der evangelisch-lutherischen Pfarrkirche befindlichen Türme verschwanden im Zuge des Einlegens dieses Befestigungsabschnitts. Die Umrisse der abgerissenen Türme wurden im Jahr 2011 nachträglich im Pflaster kenntlich gemacht. Die ehemalige Mainbernheimer Stadtbefestigung weist heute sowohl Rechteck- als auch Rundtürme auf. Im Südteil wurden den ehemals haubenlosen Turmstümpfen in den 1980er Jahren ziegelgedeckte Kegeldächer aufgesetzt.
Eine besondere Bedeutung für die Stadtgeschichte hat einer der kleinen Rundtürme der Nordseite. Das Gebäude mit der heutigen Adresse Am Pulverturm war in der Vergangenheit der Lagerort für Schießpulver, das im Angriffsfall an die Verteidiger verteilt werden konnte. Neußner vermutet, dass die Mainbernheimer Schwarzpulverreserven aus der benachbarten Rüdenhäuser Pulvermühle stammten. Im Turm waren außerdem Gewehre und schwere Hakenbüchsen untergebracht, später war das Gebäude bewohnt. Der Turm präsentiert sich als zweigeschossiger Rundturm. Es wurde mit einem Dachgesims verziert und schließt mit einem Kegeldach ab. 49° 42′ 43,3″ N, 10° 13′ 1,3″ O

## Weitere erhaltene Reste
Die Befestigungsanlage entstand in Ellipsenform. Um Material zu sparen, verankerte man um 1400 die Fundamente der Mauern wellenförmig. Die Mauern wurden noch im Jahr 1425 ergänzt, die Anlage war also noch in Bau. Die erhaltenen Mauern ziehen sich noch heute nahezu um die ganze Altstadt. Sie wurde aus Bruchsteinen erbaut, die meisten Teile wurden auch nachträglich nicht verputzt. Vom Unteren Tor ziehen sich Mauerteile bis zum Pulverturm entlang der Straße Am Pulverturm. Daneben finden sich Stadtmauerreste auch hinter dem Rathausplatz.
Im Nordosten und Osten der Stadt wurden einige Abschnitte abgerissen, sodass sich heute nur noch Mauern entlang der Straßen Nördliche Stadtmauer 2 und Am Wehrgang 1, 3 und 5 erhalten haben. Teilweise ist auch der Wehrgang als niedrige Doppelmauer hinter der eigentlichen Befestigung noch sichtbar. Die Mauer um Mainbernheim ist nicht gleichmäßig hoch, sondern weist heute in einigen Bereichen Fehlstellen und Absenkungen auf, die vielleicht auf die Grabenzuschüttungen der Vergangenheit zurückgeführt werden können.
Die bemerkenswerten Abschnitte der ehemaligen Stadtmauer konnten sich im Süden und Südwesten erhalten. Es handelt sich um Bereiche in den Straßen Herrnstraße, Kellergasse, Klostergasse und Sonnengasse. Die heutige „Schauseite“ der Stadt Mainbernheim findet sich entlang der Bundesstraße 8. Dort konnte ein unverbauter Stadtbefestigungsabschnitt erhalten werden. Die Mauer ist hier etwa drei Meter hoch und wird an mehreren Stellen von Rund- und Rechtecktürmen unterbrochen. Mauerelemente an den Türmen machen deutlich, dass die Ummauerung an einigen Teilen ursprünglich wesentlich höher gewesen ist.

## Grabengärten
Im Süden und Südwesten entlang der Bundesstraße 8 haben sich mehrere sogenannte Grabengärten erhalten. Die Grabengärten entstanden insbesondere im heutigen Mainfranken und angrenzenden Regionen im Zuge der Auflösung der Stadt- und Ortsbefestigungen. Die aufgefüllten Stadtgräben wurden vermessen und an die Bewohner verpachtet. Die Gärten bilden heute, in Kombination mit den erhaltenen Befestigungsanlagen, beliebte Fotomotive und werden weiterhin von den Anwohnern genutzt. Die Mainbernheimer Gärten gelten als die besterhaltenen ihrer Art im Kitzinger Land.
Die Anlagen waren im 19. und 20. Jahrhundert beliebte Orte, an denen die örtliche Bevölkerung ihre Subsistenz deckte. Nach dem Zweiten Weltkrieg begannen zumeist Vertriebene aus Siebenbürgen die Mainbernheimer Gärten zu bebauen. In den letzten Jahrzehnten war allerdings ein Rückgang an Interessierten zu bemerken. Die Gemeinde Mainbernheim entschloss sich deshalb zwischen 2014 und 2016 die Gärten zu erneuern, um sie für Bürger attraktiver zu machen. Heute besteht die Möglichkeit, einzelne Parzellen zu pachten. In den Mainbernheimer Grabengärten wurden Bereiche angelegt, die besonders für Fledermäuse angeflogen werden. Sie sind Teil des FFH-Gebietes Mausohrkolonien im Steigerwaldvorland. 49° 42′ 36,9″ N, 10° 12′ 55,9″ O